# Kyary Pamyu Pamyu

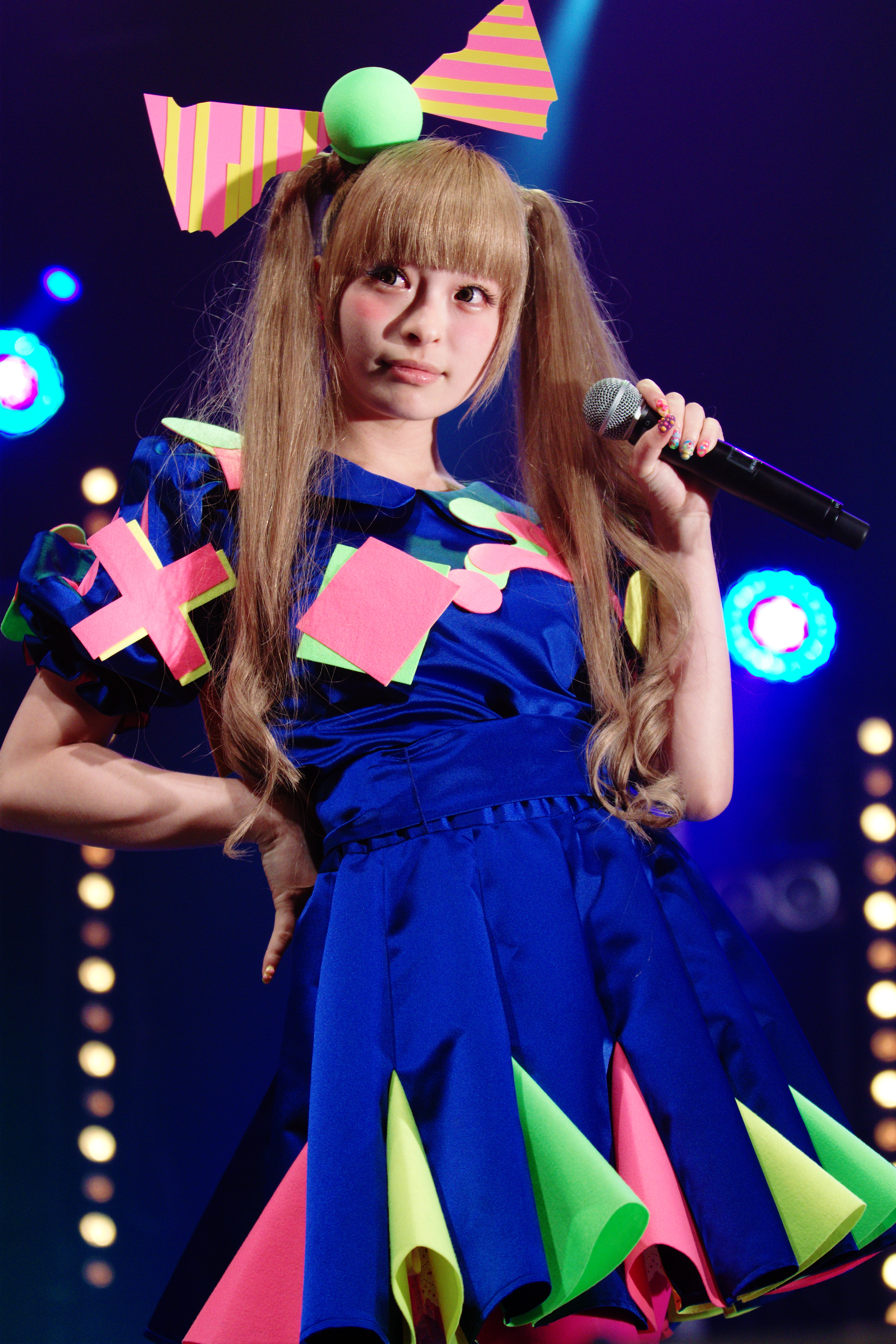
Kyary Pamyu Pamyu auf der Japan Expo (2012)

Kiriko Takemura (竹村 桐子, Takemura Kiriko; * 29. Januar 1993) (vor allem bekannt durch ihren Künstlernamen Kyary Pamyu Pamyu (Hiragana: きゃりーぱみゅぱみゅ)) ist ein japanisches Model sowie eine Bloggerin und Musikerin aus Harajuku, einem Stadtteil von Tokio.

## Karriere
Takemura startete als Fashionbloggerin, und später begann ihre Karriere als professionelles Model für Harajuku-Modezeitschriften wie Kera! und Zipper. Nachdem sie ein gewisses Maß an Berühmtheit erreicht hatte, begann sie, sich als Unternehmerin mit einer Linie von falschen Wimpern namens „Harajuku Doll Eyelashes by Eyemazing x Kyary“ zu etablieren und nahm an Fashionshows teil.
Im April 2011 leitete sie die Wohltätigkeitsfeier „One Snap For Love“ mit Yasumasa Yonehara und der japanischen Marke 6%DOKIDOKI für die Opfer des Tōhoku-Erdbebens 2011. Im Juli 2011 begann ihre Musikkarriere, als sie ihre erste Single „PONPONPON“ am 20. Juli 2011 veröffentlichte. Die Single wurde von Yasutaka Nakata produziert und ihr Debüt-Minialbum もしもし原宿 (Moshi Moshi Harajuku) wurde am 17. August 2011 veröffentlicht. Yasutaka Nakata, eine Hälfte des Elektropopduos capsule, ist seit Kyarys erster Single der alleinige Textdichter, Komponist, Produzent sowie Toningenieur all ihrer Werke.
Kyary Pamyu Pamyus zweite Single つけまつける (Tsukema Tsukeru) wurde am 11. Januar 2012 veröffentlicht. Am 4. April 2012 wurde ihre dritte Single Candy Candy veröffentlicht. Anfang September 2012 gab Kyary bekannt, dass sie für ihre nächste Single mit der japanischen Modemarke g.u. zusammenarbeite. Der Titel der Single lautet ファッションモンスター (Fashion Monster) und erschien am 17. Oktober 2012. Eine Woche nach dem Release ihres Debüt-Minialbums gab sie eine Autobiographie mit dem Titel Oh! My God! Harajuku Girl über ihren Aufstieg zu einer Berühmtheit heraus.
Am 30. Januar 2013 wurde ihre Single キミに100パーセント/ふりそでーしょん (Kimi ni 100% / Furisodeshon) veröffentlicht. Am 20. März 2013 wurde ihre Single にんじゃりばんばん (Ninjya ri ban ban) und am 15. Mai 2013 ihre Single インベーダーインベーダー (Invader Invader) veröffentlicht. Im März 2015 veröffentlichte Kyary Pamyu Pamyu ihre Single Mondai Girl. Im Juni wurde Kyary von der internationalen Kosmetikmarke MAC Cosmetics als einer ihrer „Global Heroes“ ausgewählt und in einem Interview auf ihrer Website vorgestellt. Im April 2015 wurde Kyary ausgewählt, Japan in Italien auf der Expo 2015 zu vertreten. Am 2. September 2015 veröffentlichte Kyary ihre Halloween-Themen-Single Crazy Party Night und begann die „Crazy Party Night 2015 Tour“, eine Japanweite Konzertreise, die bis Dezember 2015 dauerte. Am 11. Oktober 2015 spielte Kyary ein internationales Konzert im Roundhouse in London, England.
Die Kompilation KPP Best, welche 2016 anlässlich des 5-jährigen Jubiläums ihres Debüts erschien, wurde von der Recording Industry Association of Japan mit Gold ausgezeichnet. Am 25. Mai 2016 erschien Kyarys Debütalbum KPP Best mit ihrer Single Sai & Co, die am 20. April veröffentlicht wurde. Um diese Zeit kündigte Kyary eine dritte Welttournee mit dem Titel "Five Years Monster World Tour" an. Die Welttour besuchte Singapur, London, Sydney, Melbourne, San Francisco, New York City, Taipei und Tokio. Am 27. Dezember 2016 gab Kyary bekannt, dass sie mit der englischen Sängerin Charli XCX an Yasutaka Nakatas Solo-Track Crazy Crazy zusammenarbeiten wird. Das Lied wurde am 18. Januar 2017 zusammen mit der Single Harajuku Iyahoi veröffentlicht. Beide Songs wurden im Januar 2017 veröffentlicht. Im April 2017 veröffentlichte Kyary die Single Easta.
Am 11. April 2018 veröffentlichte sie ihre neue Single Kimi no Mikata. Im Mai 2018 trat sie ihre vierte Welttournee mit dem Titel „The Spooky Obakeyashiki ~ Pumpkins Strike Back“ in Deutschland, Großbritannien und den Vereinigten Staaten an.
Am 23. April 2020 erschien ihre Single Kamaitachi, wieder produziert von Yasutaka Nakata. Die gleichnamige Tournee wurde wegen der Corona-Pandemie abgesagt.

## Diskografie

### Studioalben
| Jahr | Titel                                                                         | Höchstplatzierung, Gesamtwochen, AuszeichnungChartsChartplatzierungen (Jahr, Titel, Platzierungen, Wochen, Auszeichnungen, Anmerkungen) | Anmerkungen                              |
| Jahr | Titel                                                                         | JP | Anmerkungen                              |
| ---- | ----------------------------------------------------------------------------- | --- | ---------------------------------------- |
| 2012 | Pamyu Pamyu Revolution (ぱみゅぱみゅレボリューション) Pamyu Pamyu Reboryūshon | JP2 Gold · (67 Wo.)JP | Erstveröffentlichung: 23. Mai 2012       |
| 2013 | Nanda Collection (なんだこれくしょん) Nanda Korekushon, What the? Collection  | JP1 Platin · (50 Wo.)JP | Erstveröffentlichung: 26. Juni 2013      |
| 2014 | Pika Pika Fantajin (ピカピカふぁんたじん) Sparkling Fantasizer                | JP1 Gold · (15 Wo.)JP | Erstveröffentlichung: 9. Juli 2014       |
| 2018 | Japamyu (じゃぱみゅ) Japan Pamyu                                              | JP12 (7 Wo.)JP | Erstveröffentlichung: 26. September 2018 |
| 2021 | Candy Racer (キャンディーレーサー) Kyandīrēsā                                 | JP22 (4 Wo.)JP | Erstveröffentlichung: 27. Oktober 2021   |

### Kompilationen
| Jahr | Titel | Höchstplatzierung, Gesamtwochen, AuszeichnungChartsChartplatzierungen (Jahr, Titel, Platzierungen, Wochen, Auszeichnungen, Anmerkungen) | Anmerkungen                             |
| Jahr | Titel | JP | Anmerkungen                             |
| ---- | --- | --- | --------------------------------------- |
| 2012 | Pamyu Pamyu Evolution (Otona-tachi no Mikata Box) (ぱみゅぱみゅエボリューション (大人たちの味方Box)) Adult Friends Box | JP114 (1 Wo.)JP | Erstveröffentlichung: 19. Dezember 2012 |
| 2016 | KPP Best | JP2 Gold · (20 Wo.)JP | Erstveröffentlichung: 25. Mai 2016      |

### EPs
| Jahr | Titel                                              | Höchstplatzierung, Gesamtwochen, AuszeichnungChartsChartplatzierungen (Jahr, Titel, Platzierungen, Wochen, Auszeichnungen, Anmerkungen) | Anmerkungen                           |
| Jahr | Titel                                              | JP | Anmerkungen                           |
| ---- | -------------------------------------------------- | --- | ------------------------------------- |
| 2011 | Moshi Moshi Harajuku (もしもし原宿) Hello Harajuku | JP18 (27 Wo.)JP | Erstveröffentlichung: 17. August 2011 |

### Singles
| Jahr | Titel Album | Höchstplatzierung, Gesamtwochen, AuszeichnungChartsChartplatzierungen (Jahr, Titel, Album, Platzierungen, Wochen, Auszeichnungen, Anmerkungen) | Anmerkungen                             |
| Jahr | Titel Album | JP | Anmerkungen                             |
| ---- | --- | --- | --------------------------------------- |
| 2011 | Pon Pon Pon Moshi Moshi Harajuku / Pamyu Pamyu Revolution                                                             | JP— Platin (Digital)JP | Erstveröffentlichung: 3. August 2011    |
| 2012 | Tsukematsukeru (つけまつける) Put on False Eyelashes Pamyu Pamyu Revolution                                           | JP7 Platin (Downloads) + Gold (Mobile Downloads) · (17 Wo.)JP                                                                                  | Erstveröffentlichung: 11. Januar 2012   |
| 2012 | Candy Candy Pamyu Pamyu Revolution                                                                                    | JP8 Gold (Downloads) · (9 Wo.)JP | Erstveröffentlichung: 4. April 2012     |
| 2012 | Fashion Monster (ファッションモンスター) Fasshon Monsutā Nanda Collection                                             | JP5 Platin (Downloads) · (27 Wo.)JP | Erstveröffentlichung: 17. Oktober 2012  |
| 2013 | Kimi ni 100 Percent (キミに100パーセント) 100% to You / Furisodation (ふりそでーしょん) Furisodēshon Nanda Collection | JP3 Gold (Digital) + Gold (Downloads Furisodation) · (13 Wo.)JP                                                                                | Erstveröffentlichung: 30. Januar 2013   |
| 2013 | Ninja Re Bang Bang (にんじゃりばんばん) Ninjaribanban Nanda Collection                                                | JP3 ×2Doppelplatin (Downloads) + Gold (Mobile Downloads) · (16 Wo.)JP                                                                          | Erstveröffentlichung: 20. März 2013     |
| 2013 | Invader Invader (インベーダーインベーダー) Inbēdā Inbēdā Nanda Collection                                             | JP6 Platin (Digital) · (8 Wo.)JP | Erstveröffentlichung: 15. Mai 2013      |
| 2013 | Mottai Night Land (もったいないとらんど) Wasteful Night Land Pika Pika Fantajin                                       | JP8 Gold (Digital) · (14 Wo.)JP | Erstveröffentlichung: 6. November 2013  |
| 2014 | Yume no Hajima Ring Ring (ゆめのはじまりんりん) The Start of a Dreamringring Pika Pika Fantajin                       | JP11 (8 Wo.)JP | Erstveröffentlichung: 26. Februar 2014  |
| 2014 | Family Party (ファミリーパーティー) Famirī Pātī Pika Pika Fantajin                                                    | JP2 (7 Wo.)JP | Erstveröffentlichung: 16. April 2014    |
| 2015 | Mondai Girl (もんだいガール) Problem Girl KPP Best                                                                    | JP6 Gold (Digital) · (7 Wo.)JP | Erstveröffentlichung: 18. März 2015     |
| 2015 | Crazy Party Night (Pumpkin no Gyakushū) (Crazy Party Night ~ぱんぷきんの逆襲~) The Pumpkin’s Counterattack KPP Best   | JP12 (10 Wo.)JP | Erstveröffentlichung: 2. September 2015 |
| 2016 | Sai & Co (最＆高, Sai & Kō) Great & Est KPP Best                                                                      | JP16 (6 Wo.)JP | Erstveröffentlichung: 20. April 2016    |
| 2017 | Easta (良すた) It’s Alright –                                                                                         | JP15 (3 Wo.)JP | Erstveröffentlichung: 5. April 2017     |